# Sabine Boehlich
Sabine Boehlich (* 28. April 1950 in Hamburg; † 8. August 2016 ebenda) war eine deutsche Politikerin der Grün-Alternativen Liste (GAL) und Jiddistin.

## Leben

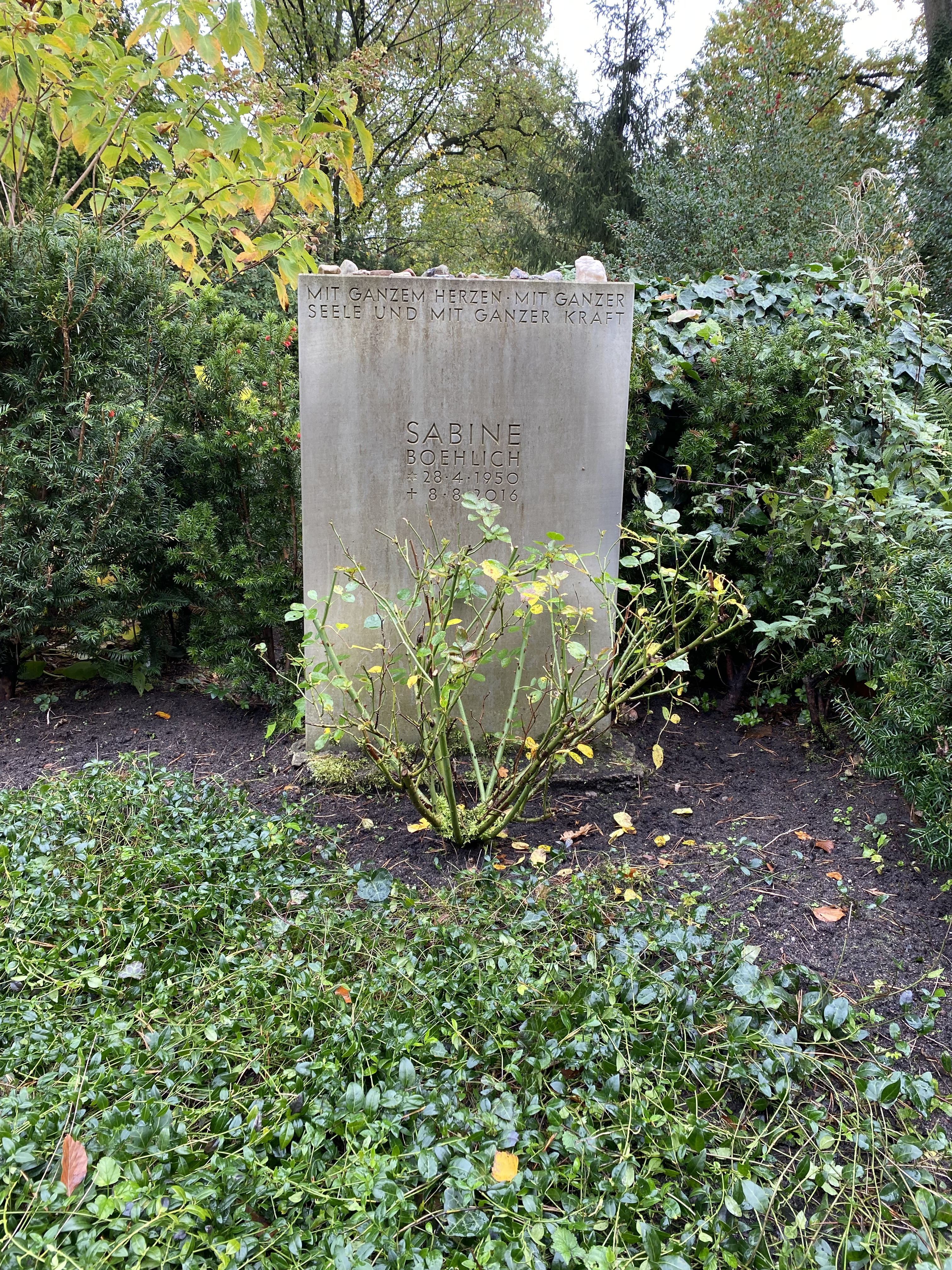
Grabstätte

Boehlich studierte zunächst an der Hochschule für Fernsehen und Film München, bevor sie für ein Studium der Judaistik und Religionswissenschaften an die Universität Potsdam wechselte. Bei Karl Erich Grözinger fertigte sie ihre wissenschaftliche Abschlussarbeit über jüdische mystische Traditionen im Werk des „Nisters“ an.
Sie hatte zwei Kinder und lebte bis zu dessen Tod mit dem Gräzisten und ehemaligen GAL-Abgeordneten Martin Schmidt zusammen. Ihr Onkel Walter Boehlich verbrachte seinen Lebensabend in ihrem Hause. Ihre Urgroßmutter war die Schriftstellerin Sophie Jansen, die durch Suizid der Deportation während der NS-Zeit zuvorkam. Boehlich starb am 8. August 2016 nach schwerer Krankheit. Sie wurde auf dem Blankeneser Friedhof beigesetzt (Grablage: C 318 BC).

## Wirken
Boehlich war seit 1985 Mitglied der Grün-Alternativen Liste (GAL). Von 1993 bis 1997 war sie Mitglied der Hamburgischen Bürgerschaft und saß für ihre Fraktion im Kulturausschuss. Im Jahr 2003 gründete sie gemeinsam mit Martin Schmidt und weiteren Engagierten den Verein zur Erforschung der Geschichte der Juden in Blankenese, der das Ziel verfolgt, die Erinnerung an die Geschichte der vertriebenen oder umgebrachten Juden aus diesem Hamburger Stadtteil wachzuhalten. Zudem war sie mehrere Jahre lang die zweite Vorsitzende der Salomo-Birnbaum-Gesellschaft für Jiddisch.

## Werke
- „Nay-Gayst“. Mystische Traditionen in einer symbolistischen Erzählung des jiddischen Autors „Der Nister“ (Pinkhas Kahanovitsh) (= Jüdische Kultur. Band 18). Harrassowitz Verlag, Wiesbaden 2008, ISBN 978-3-447-05742-4.
- als Herausgeberin: Von der Richard-Dehmel-Schule zur Gorch-Fock-Schule. Die Geschichte einer Umbenennung. Verein zur Erforschung der Juden in Blankenese, Hamburg 2009.